# Serge Ducosté
Serge Ducosté (Porto Príncipe, 4 de fevereiro de 1944 – 5 de julho de 2024) foi um futebolista profissional haitiano que atuava como defensor.

## Carreira
Serge Ducosté fez parte do elenco histórico da Seleção Haitiana de Futebol, na Copa do Mundo de 1974, ele teve uma presença na derrota contra a Argentina por 4-1.

## Morte
Ducosté morreu no dia 5 de julho de 2024, aos 80 anos.